# Handel (cráter)
Handel es un cráter de impacto del planeta Mercurio. Tiene un diámetro de 166 kilómetros. La Unión Astronómica Internacional le dio su nombre en 1976 en honor al compositor germano-inglés Georg Friedrich Händel, quién vivió de 1685 a 1759.